# Palaye Royale
Palaye Royale (королевский дворец) — канадско-американская рок-группа, основанная в Лас-Вегасе в 2008 году братьями Ремингтоном Лейтом, Себастианом Данцигом и Эмерсоном Барреттом. Группа была сформирована в 2008 году под названием Kropp Circle, позже, летом 2011 года, название было изменено на Palaye Royale. Оно было взято из названия танцевального зала Palais Royale в Торонто, где впервые встретились бабушка и дедушка участников. Сингл группы «Get Higher» занял 27 строчку на Billboard Modern Rock Charts. В 2014 году они стали единственной группой без лейбла, которая выиграла фан-голосование Musical March Madness, превзойдя таких артистов как Linkin Park. Они выпустили свой второй альбом в 2018. Братья создали свои сценические имена, используя свои вторые имена в качестве фамилий, их фамилия при рождении была Кропп (англ. Kropp).

## История

### Kropp Circle (2008—2011)
Группа появилась под названием Kropp Circle, в которой были: 16-летний Дэнзиг, 14-летний Лейт и 12-летний Барретт. Джим Макгорман взял интервью у группы в 2010. В течение лета 2011 года группа изменила название на Palaye Royale.
В 2009 Kropp Circle приняли участие на Radio Disney N.B.T. (Next Big Thing).

### Morning Light и The Ends Beginning (2012—2013)
После смены названия Palaye Royale выпустили свой первый сингл «Morning Light» 7 марта 2012 года. Годом позже, 1 июня 2013 года они выпустили свой первый мини-альбом The Ends Beginning. Мини-альбом включает в себя шесть треков, в том числе «Die for Something Beautiful» и «Death Is A Party, Invite All Your Friends».
В конце 2013 года Get Higher звучала в рекламе Samsung Galaxy Note, группа участвовала в съёмках рекламы.

### Sumerian Records, Boom Boom Room (Side A), и American Satan (2015—2017)
В декабре 2015 Sumerian Records объявили о заключении контракта с группой, и после этого последовал выход их нового альбома Boom Boom Room (Side A) 24 июня 2016 года.
Альбом состоит из 13 песен и двух бонус-треков, которые были выпущены в 2013 как мини-альбом: Get Higher и White. Некоторые песни из этого альбома: «Mr. Doctor Man», «Don’t Feel Quite Right», «Ma Cherie» (с участием Kellin Quinn из Sleeping with Sirens), и «Sick Boy Soldier».
В 2017 голос Лейта был использован в фильме American Satan как голос поющего Джонни Фауста (которого сыграл Энди Бирсак из Black Veil Brides). Некоторые песни группы есть в фильме, например, «Ma Cherie» (инструментальная версия) и «Mr. Doctor Man». Вокал Лейта также был использован в песнях вымышленной группы из фильма в таких песнях как: «Let Him Burn», «Forgive me Mother», и «Me Against the Devil».

### Boom Boom Room (Side B) (2018)
Лейт, Дэнзиг и Барретт начали записывать их второй альбом в январе 2018. Однако весь альбом переделали в течение пяти месяцев, и он был завершён лишь за неделю до того, как группа отправилась в финал Warped Tour. Выпущенная 28 сентября запись является второй частью альбома «Boom Boom Room». Этот альбом включает песни «Death Dance» и «You’ll Be Fine». Весной 2019 The Funeral тур отметил конец эры. В течение него Дэнзиг был арестован за то, что кинул кружку кофе в машину, которая пыталась сбить его и собаку его невесты. С того времени Palaye Royale открывали тур Twins of Evil летом 2019 для Rob Zombie и Marilyn Manson.

### The Bastards (2020)
20 марта 2020 группа объявила, что их третий альбом The Bastards будет выпущен 29 Мая 2020. Они отправились в мировое турне «The Bastards», чтобы ознаменовать начало новой эры. Они ездили по США и Европе. Во время тура их выступление в Глазго было отменено, что привело к их бесплатному акустическому выступлению. Позже их шоу в Бирмингеме также было отменено, но перенесено на аншлаговое шоу на сталелитейном заводе KK в Вулверхэмптоне. Затем они были вынуждены отменить оставшуюся часть тура из-за вспышки коронавируса и отправились домой из Парижа, прежде чем прекратились полёты.

## Музыкальный стиль
Музыка группы была описана и идентифицирована участниками как фэшн-арт рок, так же была описана и как рок-н-ролл, глэм-рок, инди-рок и гаражный рок. На звучание оказали влияние The Animals, The Faces, The Small Faces, The Rolling Stones, The Doors, David Bowie, T. Rex, The Velvet Underground и классическая музыка. Журнал Classic Rock описывает их стиль как «переход от рок-музыки My Chemical Romance к панку New York Dolls с чертой блюза Stones». Их стиль также подвергся влиянию Тима Бёртона, что можно заметить в клипе к «You’ll Be Fine».

## Участники
Ремингтон Лейт — вокалист (2008 — настоящее время)
Себастиан Дэнзиг (Данциг) — гитара и клавишные (2008 — настоящее время)
Эмерсон Барретт — ударные и пианино (2008 — настоящее время)

## Сессионные музыканты
Логан Бодин (Logan Baudean) - бас-гитара (с 2022 года) 
Дженни Ви - бас-гитара (2021 - 2022)
Дэниел Кёрсио — бас-гитара (2018 — 2020)
Эндрю Мартин — гитара (2018 — 2023)

## Дискография

### Студийные альбомы
- Boom Boom Room (Side A) (2016)
- Boom Boom Room (Side B) (2018) No. 89 US Billboard 200[24]
- The Bastards (2020)[25]
- Fever Dream (2022)
- Death Or Glory (2024)

### Мини-альбомы
- The Ends Beginning (2013)[26]
- Get Higher / White (2013)[26]
- No Love in LA / Punching Bag (2021)
- Sextape (2023)

### Синглы
- «Morning Light» (2012)[26]
- «Get Higher» (2013; переизданный в 2017)[26] No. 26 US Mainstream Rock Songs[27]
- «You’ll Be Fine» (2018)[28] No. 22 US Mainstream Rock Songs[27]
- «Death Dance» (2018)
- «Fucking with My Head» (2019)
- «Nervous Breakdown» (2019)
- «Hang On to Yourself» (2019) No. 39 US Mainstream Rock Songs[27]
- «Massacre, the New American Dream» (2019)
- «Lonely» (2020)
- «Little Bastards» (2020)
- «Anxiety» (2020)
- «Mad World» (2020)
- «Nightmares In Paradise» (from "Paradise City") (2021)
- «Paranoid»  (2021)
- «Broken» (2022)
- «Fever Dream» (2022)
- «Eleanor Rigby» (2022)
- «Lifeless stars» (2022)
- «Dead To Me» (2023)
- «umakemenotwannadie» (2024)

## Награды и номинации
| Год  | Награда                        | Категория                   | Результат    | Ссылка |
| 2017 | Alternative Press Music Awards | Лучшая андеграундная группа | Номинированы | [ 29 ] |
| 2018 | Rock Sound Awards              | Лучший прорыв художника     | Победили     | [ 30 ] |
| 2020 | The Juno Awards                | Прорыв года                 | Номинированы |        |

## Другие проекты

### Магазины Bastards x Barrett Pop-Up (2020)
Этот проект был впервые анонсирован 12 января 2020 в социальных сетях Palaye Royale, перед их мировым туром Bastards в 2020. Целью была продажа мерча группы и художественных работ Барретта фанатам из Великобритании и Европы без стоимости доставки. Это также был идеальный способ взаимодействия с фанатами. Первые продажи магазина состоялись 20-22 февраля 2020 в Кенсингтоне, Лондон, причем 22 февраля это было наиболее масштабно, так как в начале дня проходил 'Palaye in the Park' рядом с магазином. Группа играла их песню, 'Little Bastards', из ещё не выпущенного альбома 'The Bastards'. После успешных продаж в Лондоне группа продолжила размещать такие магазины в Амстердаме (27 февраля) и Париже (с 29 февраля по 1 марта).

### Palaye in the Park (2018 — настоящее время)
Фанаты в Лондоне придумали этот проект в марте 2018. Это бесплатная публичная встреча с другими фанатами группы в определённом месте, обычно в парках и других общественных местах. Первая такая встреча была в Кенсингтонском Саду в Лондоне, и группа, заметив, как много было вложено в это усилий фанатов, пришла тоже. Это можно увидеть в Palaye Royal’s Royal Television series (сейчас 'Bastards TV') в 20 серии первого сезона. Фанаты всё ещё продолжают устраивать такие события по всему миру.

### The Bastards Graphic Novels (2019 — настоящее время)
Эмерсон Барретт (вместе с художником XOBillie) сейчас работает над графической новеллой для группы, чтобы соответствовать концептам недавних музыкальных видео и их сюжетам. Он сказал, что первая книга называлась The Bastards, и показал некоторые фотографии, включая различные виды Поместья, которое можно видеть в клипе Little Bastards.